# 1 Pułk Dragonów (Imperium Rosyjskie)
1 pułk dragonów (ros. 1-й лейб-драгунский Московский Императора Петра полк) – oddział kawalerii okresu Imperium Rosyjskiego.

## Charakterystyka
Pułk sformowany został w 1700. Stacjonował między innymi w Twerze.

 W przededniu I wojny światowej pułk etatowo posiadał sześć szwadronów. W stanie bojowym liczył około  850 żołnierzy. Choć zachowywał historyczną nazwę dragonów, nie miało to już związku z jego taktyką działania.

Pułk rozformowany został w 1918.

## Podporządkowanie
Lipiec 1914:
- Korpus Grenadierski – Moskwa[7]
  - 1 Dywizja Kawalerii – Moskwa
    - 1 Brygada Kawalerii – Twer
      - 1 pułk dragonów – Twer